# Edson Braafheid
Edson Braafheid (født 8. april 1983 i Paramaribo, Surinam) er en surinamsk født hollandsk fodboldspiller, der spiller som venstre back. Gennem karrieren har han blandt andet optrådt for de hollandske klubber FC Utrecht og FC Twente, for tyske FC Bayern München og Hoffenheim samt for den skotske storklub Celtic F.C.

## Landshold
Braafheid står (pr. april 2018) noteret for ti kampe for Hollands landshold, som han debuterede for den 11. februar 2009 i et opgør mod Tunesien. Han var en del af den hollandske trup til VM i 2010.